# Borgo Giuliano
Borgo Giuliano è un borgo fantasma sito nel territorio di San Teodoro, comune italiano della città metropolitana di Messina in Sicilia.
Progettato dall'architetto Guido Baratta, è stato costruito nel 1940 (o nel 1938, secondo altre fonti) dall'Ente di Colonizzazione del Latifondo Siciliano nell'ambito delle leggi Serpieri e Tassinari per la lotta al latifondo e la tutela della popolazione agricola. Venne così denominato in memoria di Salvatore Giuliano, un militare caduto in Abissinia.
Il borgo venne inaugurato nel dicembre 1940 dal ministro dell'agricoltura Giuseppe Tassinari. Come gli altri realizzati nello stesso periodo, constava di una chiesa, di una scuola, un ufficio postale, una stazione dei carabinieri e altre strutture a servizio dei contadini.